# Eusirus cuspidatus
Eusirus cuspidatus is een vlokreeftensoort uit de familie van de Eusiridae. De wetenschappelijke naam van de soort is voor het eerst geldig gepubliceerd in 1845 door Krøyer.